# 334 км (зупинний пункт)
334 кіломе́тр — пасажирський залізничний зупинний пункт Запорізької дирекції Придніпровської залізниці на неелектрифікованій лінії Пологи — Комиш-Зоря між станціями Магедове (23 км) та Комиш-Зоря (2 км). Розташований біля села Новокам'янка Пологівського району Запорізької області

## Пасажирське сполучення
До російського вторгнення в Україну через зупинний пункт Платформа 334 км курсували щоденно дві пари на день приміських поїздів за напрямком Пологи — Комиш-Зоря, проте не зупинялися.